# Julia Fullerton-Batten
Pour les articles homonymes, voir Fullerton et Batten.
Julia Fullerton-Batten (née en 1970 à Brême) est une photographe allemande contemporaine.

## Biographie
Julia Fullerton-Batten a vécu à Reading aux États-Unis de 1972 à 1979 et à Francfort de 1979 à 1986, avant s'établir en Angleterre. 
Elle a étudié au Berkshire College of Art & Design, puis a été assistante freelance durant 5 ans. Une période qui lui permit de perfectionner son style et d'apprendre le côté commercial du métier. Une période très importante de son apprentissage, qu'elle ne regrette pas. Elle est ensuite devenue professionnelle en 2005 et vit actuellement à Londres.
Elle photographie des adolescentes réelles placées dans un monde réduit où elles ont la taille de Gulliver chez les Lilliputiens. Leur vision au-delà de l'horizon symbolise la capacité de la jeunesse à croire que tout est possible et que les interdits peuvent être réduits. Elles ont finalement la taille de leurs espoirs, piétinant leurs rêves d'enfance et affrontant les premières lueurs de l'âge adulte.
Julia Fullerton-Batten est aujourd'hui une artiste omniprésente de la photographie contemporaine. Elle a gagné des prix majeurs internationaux tels que Hasselblad Masters Award (en) in fine Art, ainsi que le World Photography Organisation Award  et présidé les juries de nombreux concours tels que Taylor Wessing (de) Portrait Prize, et tout dernièrement, elle prit part au jury de Life Framer Photography Award.

## Prix et récompenses
En 2007, elle est lauréate du Prix HSBC pour la photographie pour sa série Teenage Stories dans laquelle elle joue sur les proportions pour proposer une vision de l'adolescence hors des stéréotypes traditionnels.

## Expositions
- The Special Photographers Company - Different Stories - 2000
- Warse Nasse Gallery, New York - 2002
- Bruxelles,  23e Foire d'Art contemporain  - 2005
- Photo-London, Royal Academy - 2005, 2006
- Charing X Gallery, Teenage Stories - 2006
- National Portrait Gallery, A Picture of Health - 2006
- Chez Ali, Roquette, Arles - 2006
- Richard Levy Gallery, New Mexico - 2006
- Art (212) New York - 2006
- Randall Scott Gallery, Washington, DC, No Fancy Titles - 2006
- Camara Oscura Gallery, Arrrebato (Nan Goldin, Sally Mann, Bill Henson, Ellen Kooi…), Madrid - 2006
- Fotografiska, Stockholm, Staged Reality - 2014